# Пон-Жест, Рене де
Луи-Рене Дельма де Пон-Жест (фр. Louis-René Delmas de Pont-Jest), более известный как Рене де Пон-Жест, а также Леон Дельма (Léon Delmas; 17 октября 1829, Реймс — 10 июля 1904, Нёйи-сюр-Сен) — французский отставной морской офицер, журналист и писатель.
Дед по материнской линии французского драматурга и актёра Саша́ Гитри́.
Согласно семейной традиции служил во флоте. Во время Крымской войны — на корабле «Henri IV». Затем вышел в отставку, чтобы предаться литературной деятельности.
Первое печатное и главное его произведение — автобиографическое повествование «La jeunesse d’un gentilhomme» (Брюссель, 1860, в 3-х томах) о пережитом во время морских плаваний в Индию и Китай.

## Издания
Напечатал несколько десятков романов, большей частью из судебной жизни:
- «Le № 13»,
- «La Femme de cire»,
- «Le Cas du docteur Plemen» и др.),
- «La jeunesse d’un gentilhomme» (Брюссель, 1860),
- «La campagne de la mer du Nord et de la Baltique» (1871),
- «Le fleuve des perles» и др.